# Lorena (ort i Brasilien, São Paulo, Lorena)
Lorena är en ort i Brasilien.   Den ligger i kommunen Lorena och delstaten São Paulo, i den sydöstra delen av landet, 800 km söder om huvudstaden Brasília. Lorena ligger 529 meter över havet och antalet invånare är 76 506.
Terrängen runt Lorena är platt. Runt Lorena är det ganska tätbefolkat, med 172 invånare per kvadratkilometer.. Närmaste större samhälle är Guaratinguetá, 11,8 km sydväst om Lorena.
Omgivningarna runt Lorena är huvudsakligen savann.